# Quintilia
Quintilia (första århundradet e.Kr.), var en antik romersk scenartist. 
Hon var en känd scenartist under kejsar Caligulas regeringstid och berömd för sin skönhet. Hon hade ett förhållande med senator Pompedius. Pompedius' rival, senator Timidius, anmälde Pompedius inför Caligula, och hävdade att denne hyste planer mot honom och att Quintilia var invig i dessa. Det är möjligt att hon var Pompedius' slav eller före detta slav, vilket var en vanlig bakgrund för en scenartist, men källorna bekräftar inte saken. Hon blev arresterad på order av Caligula och utsatt för förhör under tortyr. Detta skulle ha varit lätt om hon var en slav, men scenartister hade i egenskap av infames oavsett en låg status. Quintilia avslöjade ingenting trots att hon utsattes för svår tortyr. Då hon fördes inför Caligula, blev denne så rörd av hennes tillstånd att han frigav henne och gav henne och Pompedius 800.000 sestertier i skadestånd. 
Hennes historia har beskrivits av Josephus och Suetonius. Hon blev framhävd som ett beundransvärt exempel och föredöme för sin lojalitet och ståndfasthet, vilket var ovanligt i Rom, där skådespelare hade en låg status. 